# Isma binotatus
Isma binotatus är en fjärilsart som beskrevs av Henry John Elwes och Edwards 1897. Isma binotatus ingår i släktet Isma och familjen tjockhuvuden. Inga underarter finns listade i Catalogue of Life.